# Thomas Steinherr
Thomas Steinherr (* 4. Mai 1993 in Friedberg) ist ein deutscher Fußballspieler. Der Offensivspieler steht beim TSV Aindling unter Vertrag.

## Karriere
Steinherr spielte bis 2004 beim FC Stätzling und ging dann zum FC Augsburg. Bis 2012 spielte er in den Jugendmannschaften. Im Juni 2012 lief er in der Aufstiegsrunde zur Regionalliga Bayern erstmals für die zweite Mannschaft des FCA auf. In deren Kader stand Steinherr auch in der Saison 2012/13. In der Hinrunde war Steinherr Stammspieler, in der Rückrunde hingegen kam er aufgrund einer Verletzung nur selten zum Einsatz.
Zur Saison 2013/14 wechselte Steinherr in die 3. Liga zur SpVgg Unterhaching, bei der er einen Zweijahresvertrag unterschrieb. Dort erhielt er relativ viel Einsatzzeit und absolvierte in der gesamten Spielzeit 32 Drittligapartien, davon 19 von Beginn an; in ihnen erzielte er zwei Tore sowie fünf Torvorlagen.
Im Sommer 2014 wechselte er zum Zweitligisten VfR Aalen. Da er sich dort nicht durchsetzen konnte, schloss er sich nach einem Jahr wieder der Spielvereinigung Unterhaching an und blieb dort bis Sommer 2018. Zum Ende der Spielzeit 2016/17 gelang Steinherr mit dem Verein der Wiederaufstieg in die 3. Liga. Dazu trug er in 27 Ligaspielen fünf Tore und elf Vorlagen bei sowie zwei Tore in den entscheidenden Relegationsspielen gegen die SV Elversberg. In der folgenden Drittligasaison kam er 31 Mal zum Einsatz, zum Ende der Saison allerdings häufig als Einwechselspieler.
Zur Saison 2018/19 wechselte Steinherr zum FC 08 Homburg. Ende August 2020 wechselte Steinherr zum FC Carl Zeiss Jena und unterschrieb einen Einjahresvertrag mit Option auf Verlängerung um ein weiteres Jahr. Bereits zur Saison 2021/22 ging Steinherr in die Regionalliga Bayern zum TSV 1860 Rosenheim.
Für Steinherr folgte im Sommer 2022 der Wechsel in die sechstklassige Landesliga Südost zum SB Chiemgau Traunstein, im Januar 2024 dann in die Landesliga Südwest zum TSV Aindling.